# یادبود پاکستان
یادبود پاکستان نام یادمانی ملی در پاکستان است که در شهر اسلام‌آباد قرار دارد. این یادمان نمادی از اتحاد مردمان و خلق‌های کشور پاکستان است. این بنا به شکل خلق‌های پاکستانی توصیف شده که امروزشان را ایثار می‌کنند تا فردایی بهتر را دست یابند.

## نگارخانه

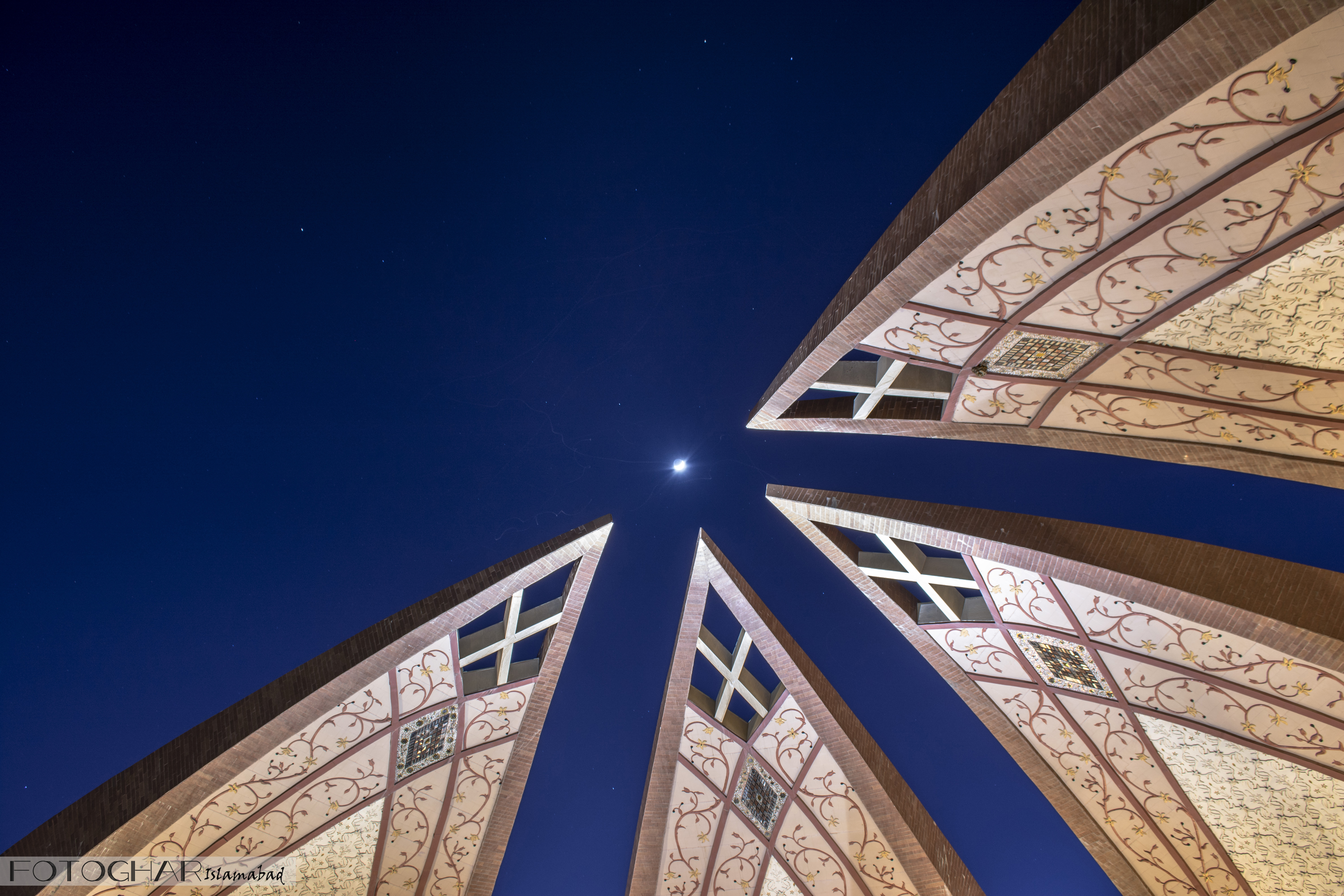
Moon at Monument
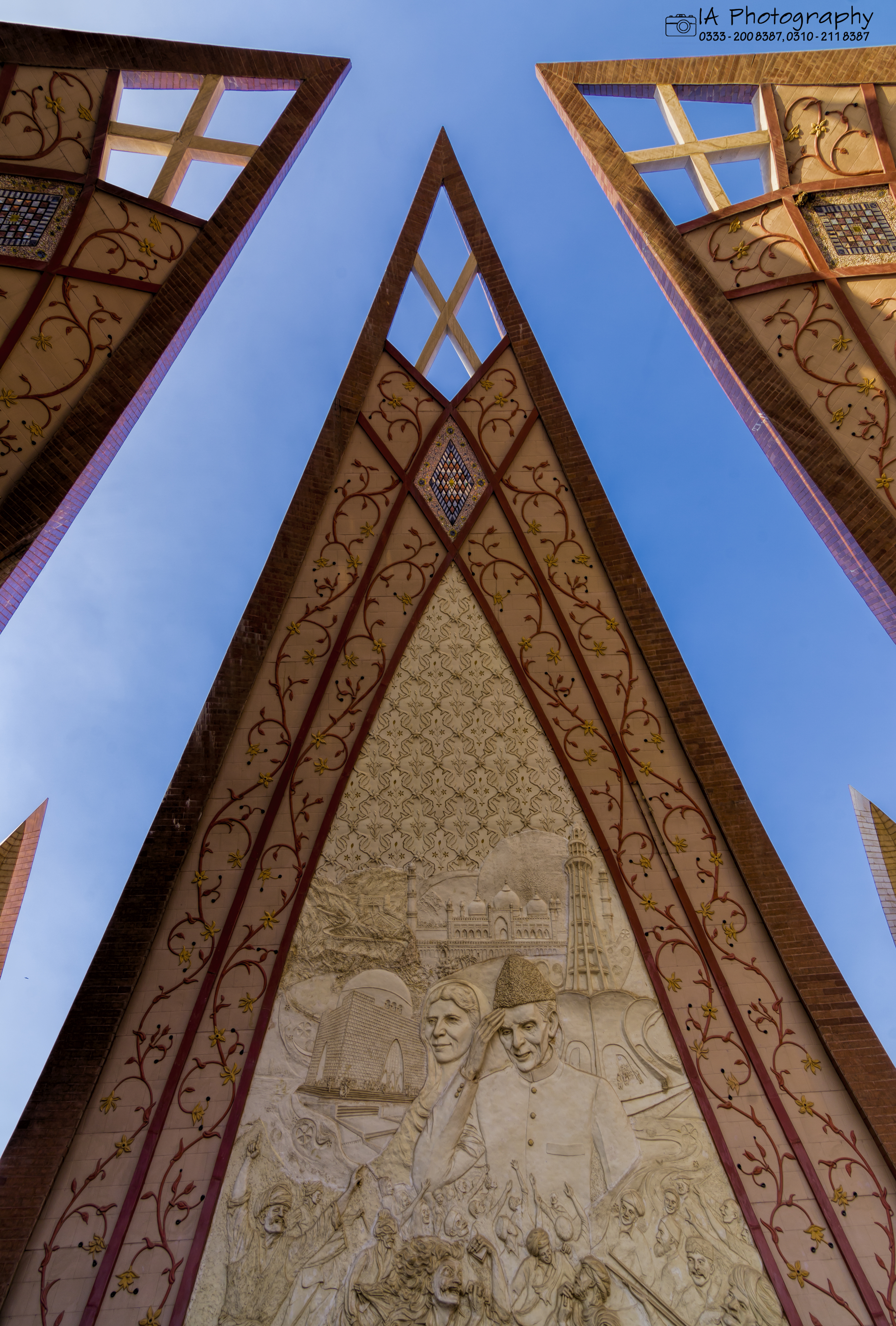
Monument
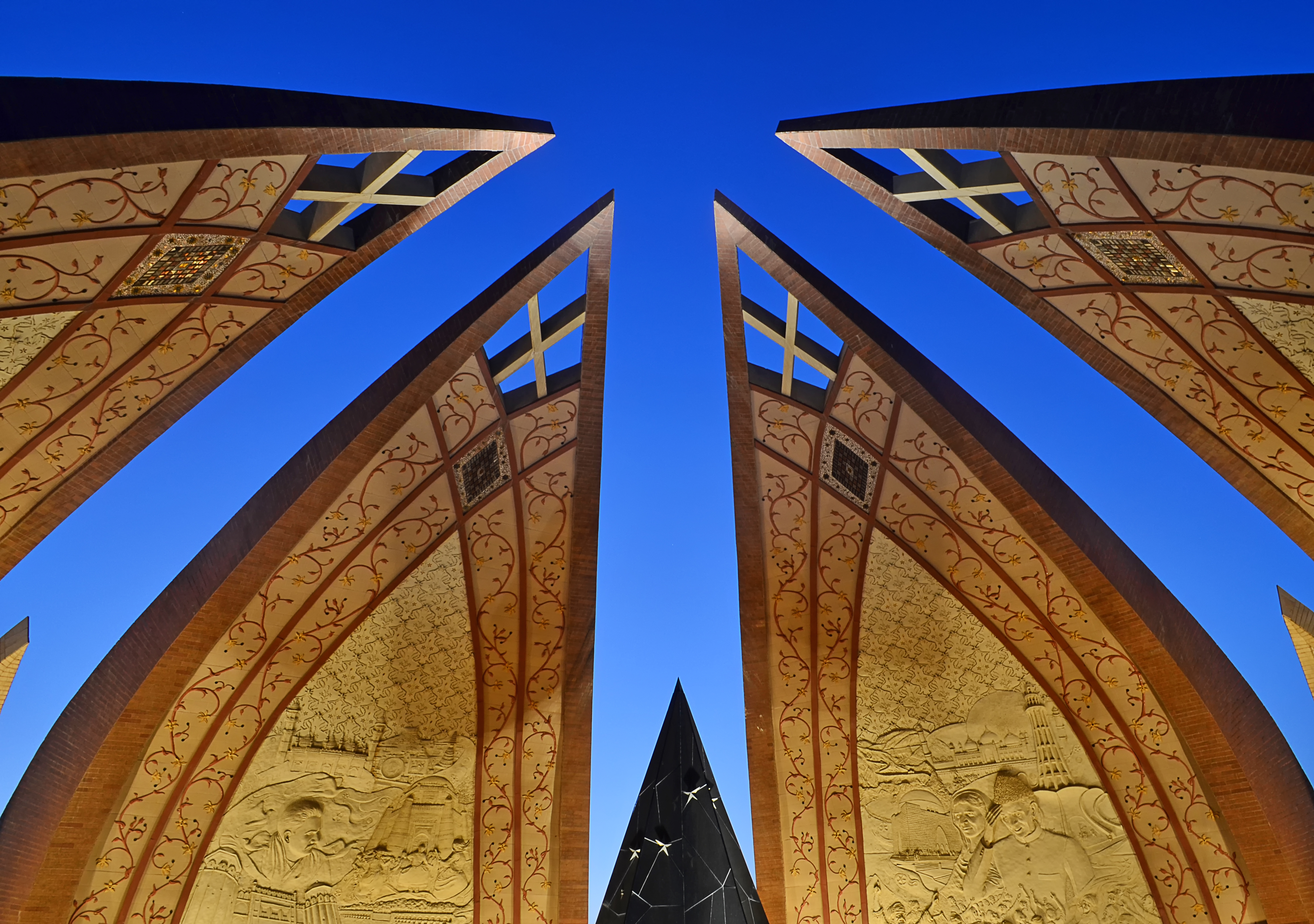
Pakistan Monument by M Amir Mir
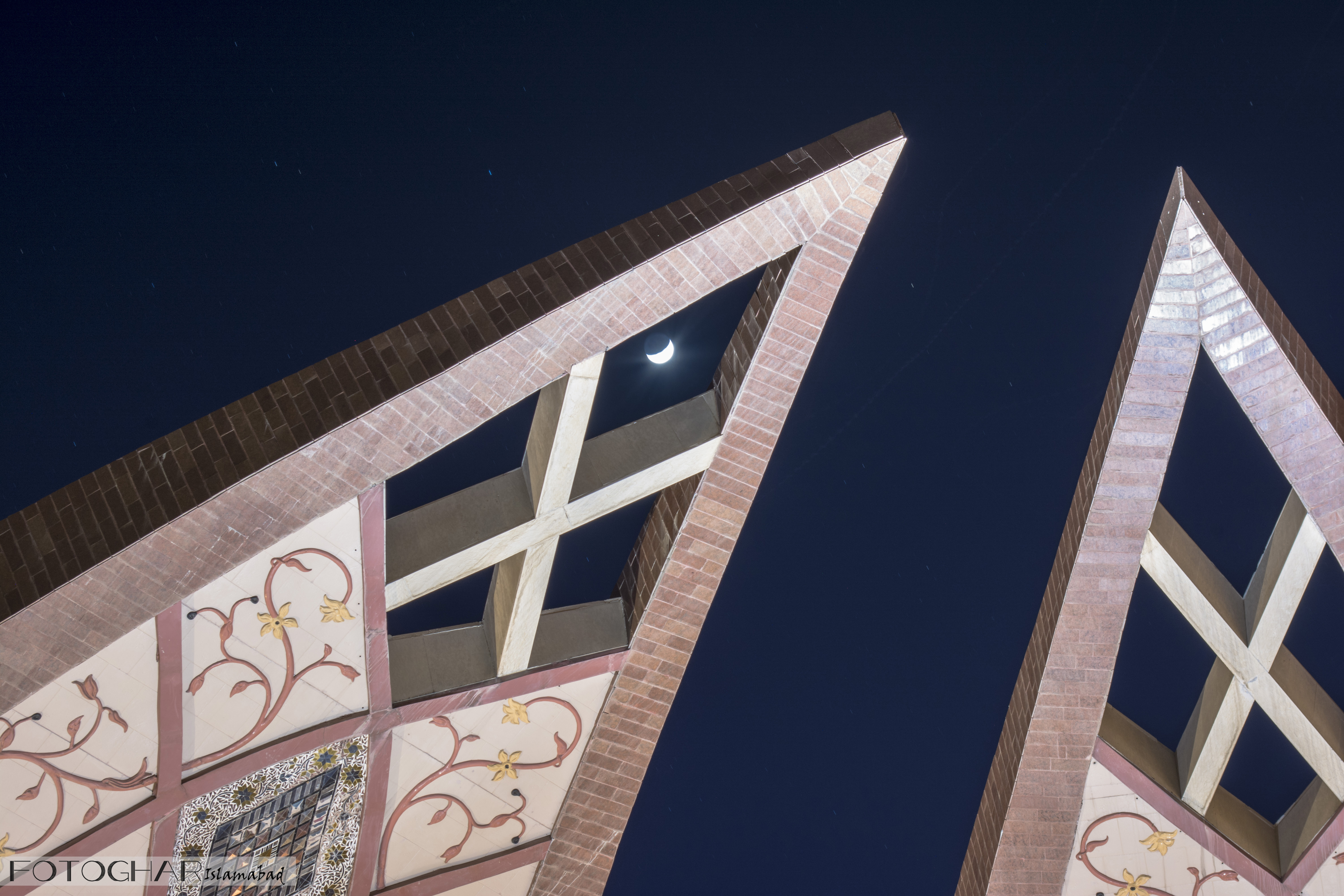
Crescent moon over Monument
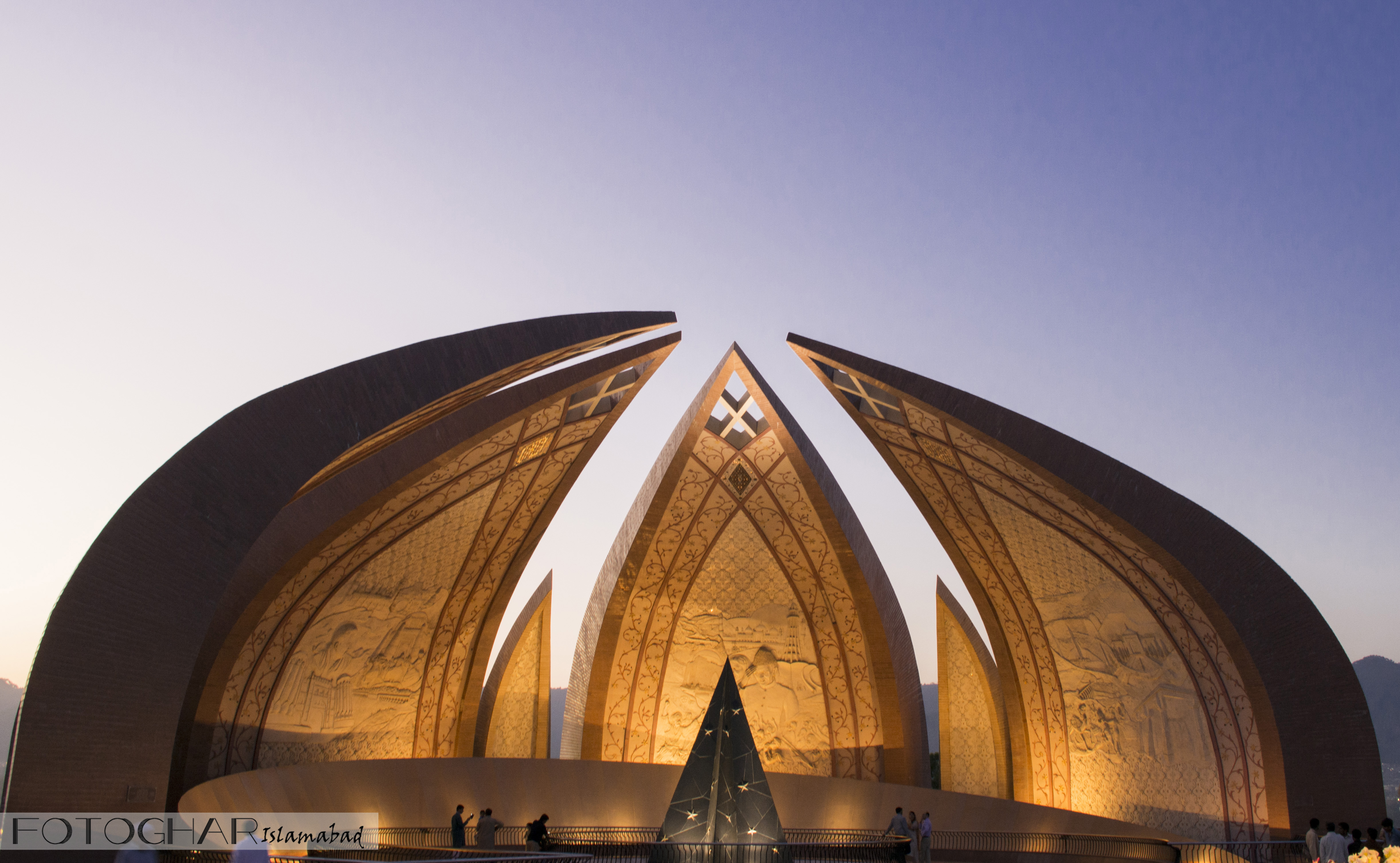
Evening at Monument
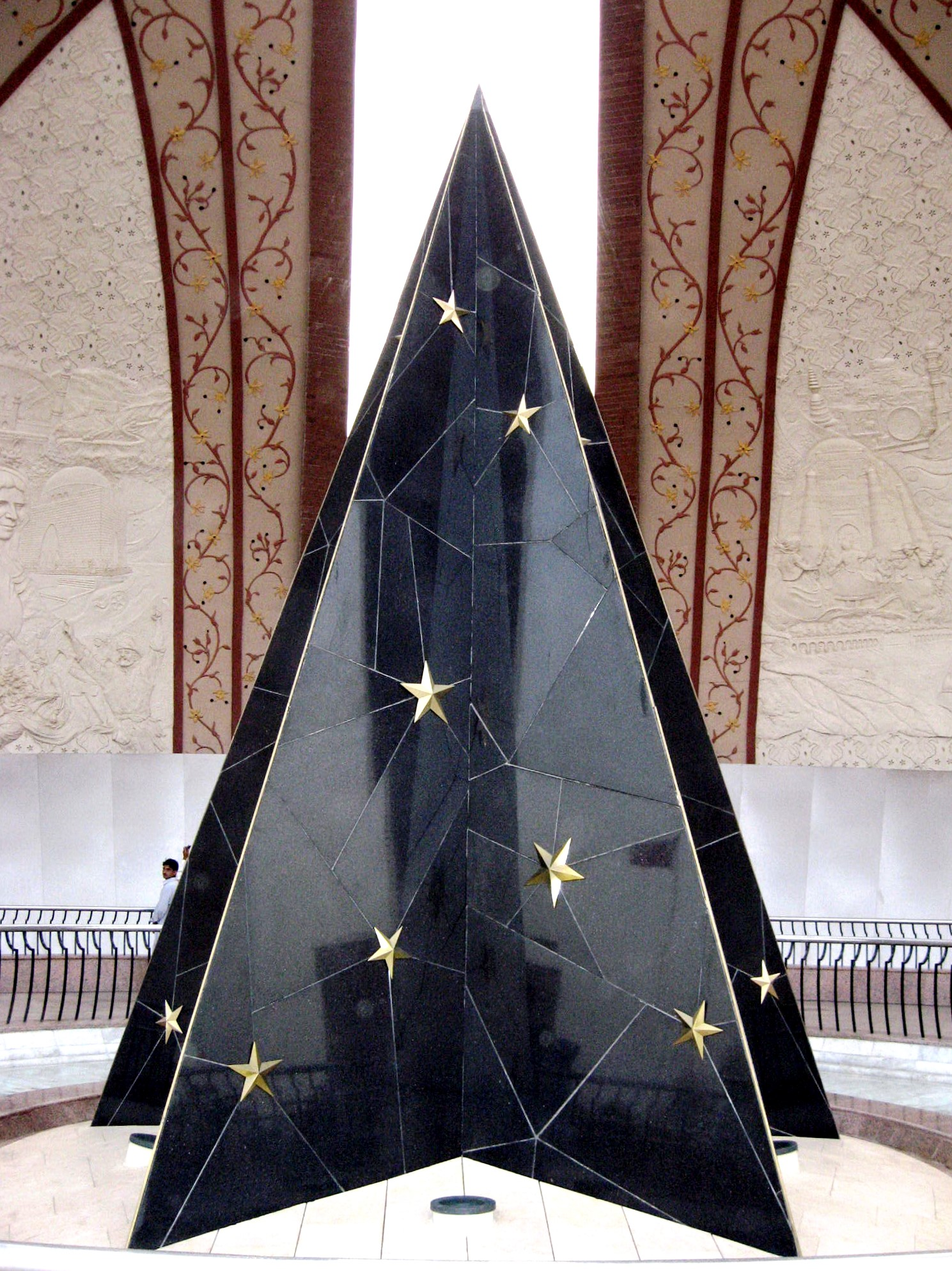
Central platform
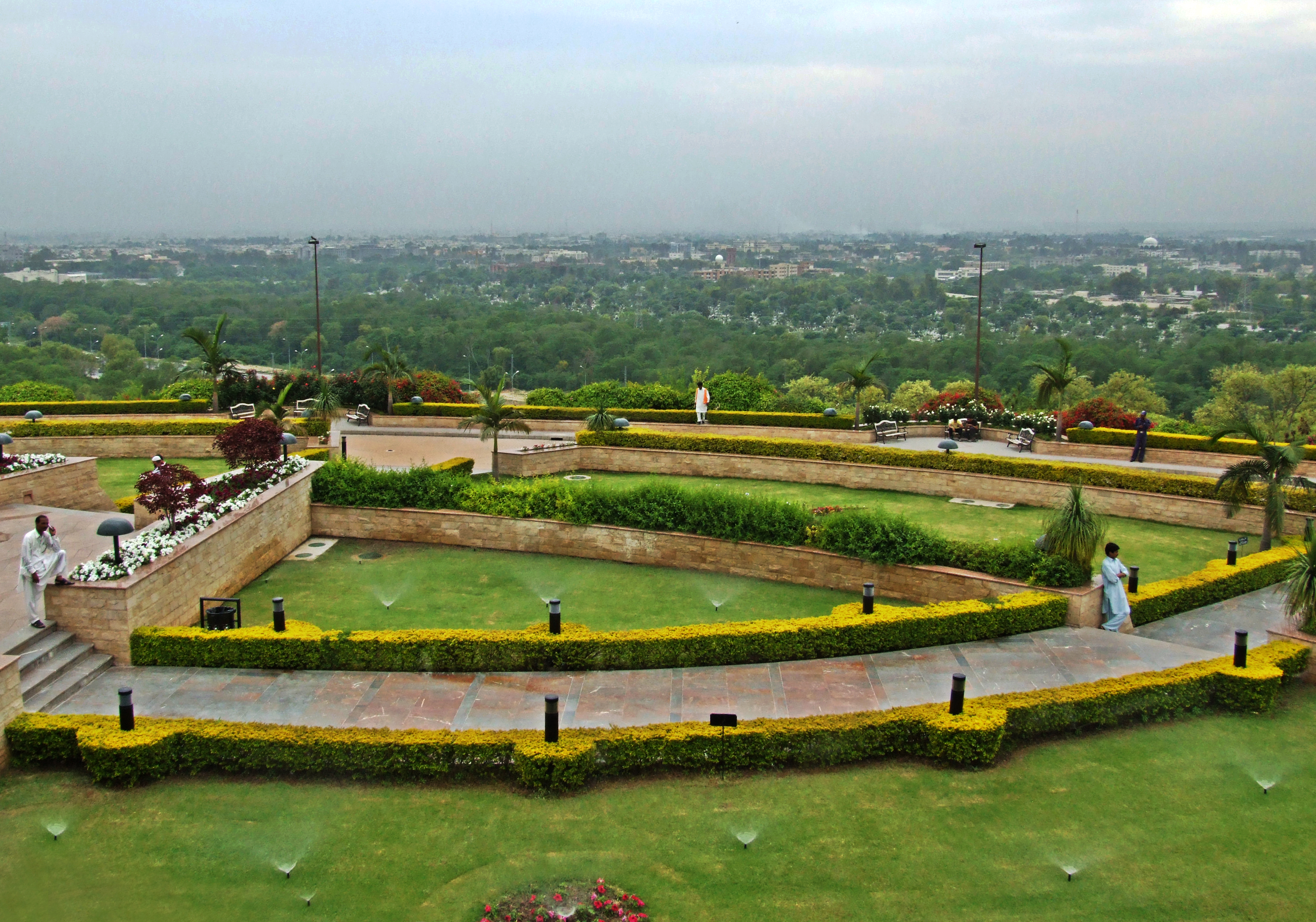
Gardens at Pakistan Monument Islamabad
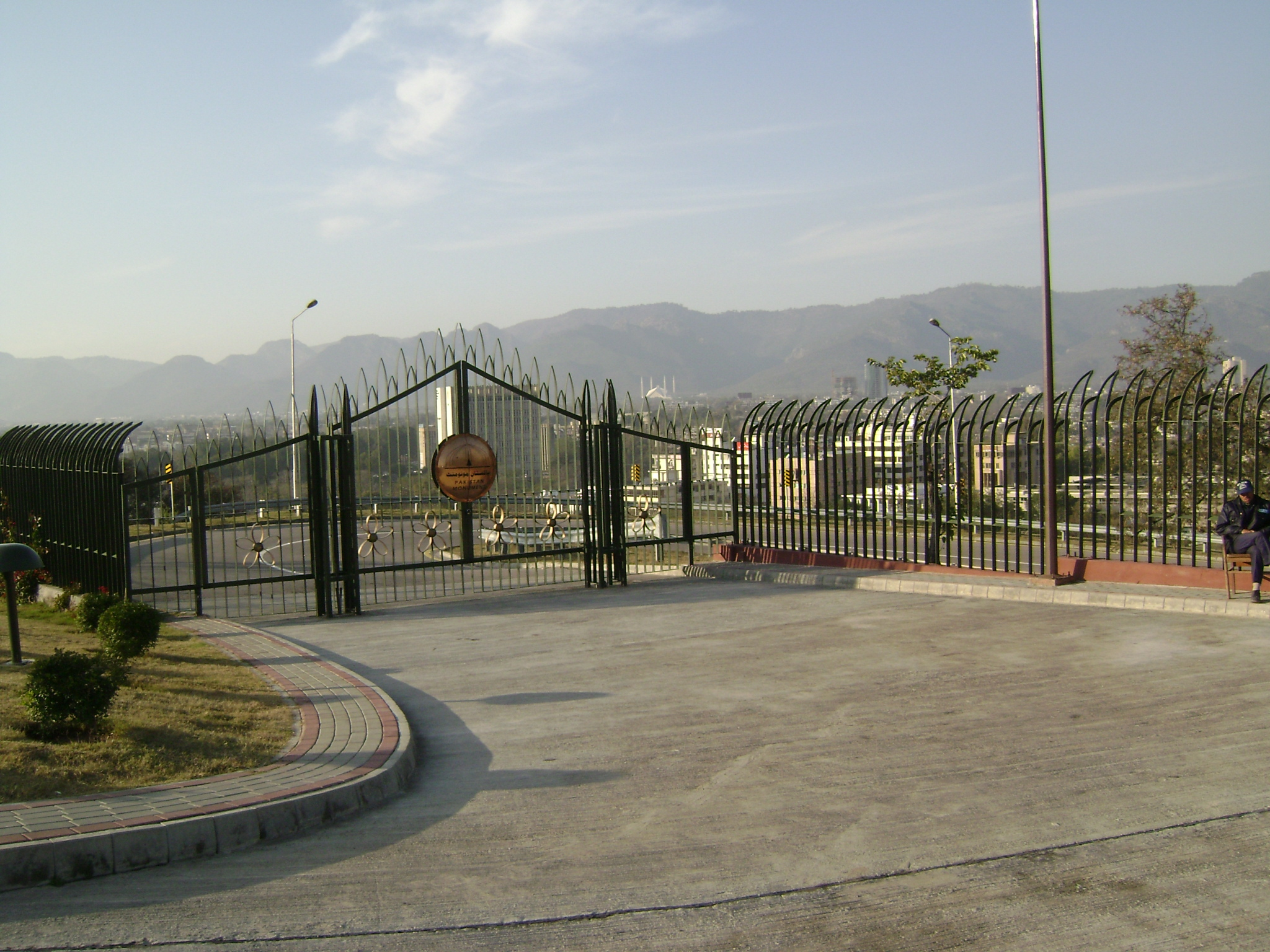
An entrance gate leading to the monument
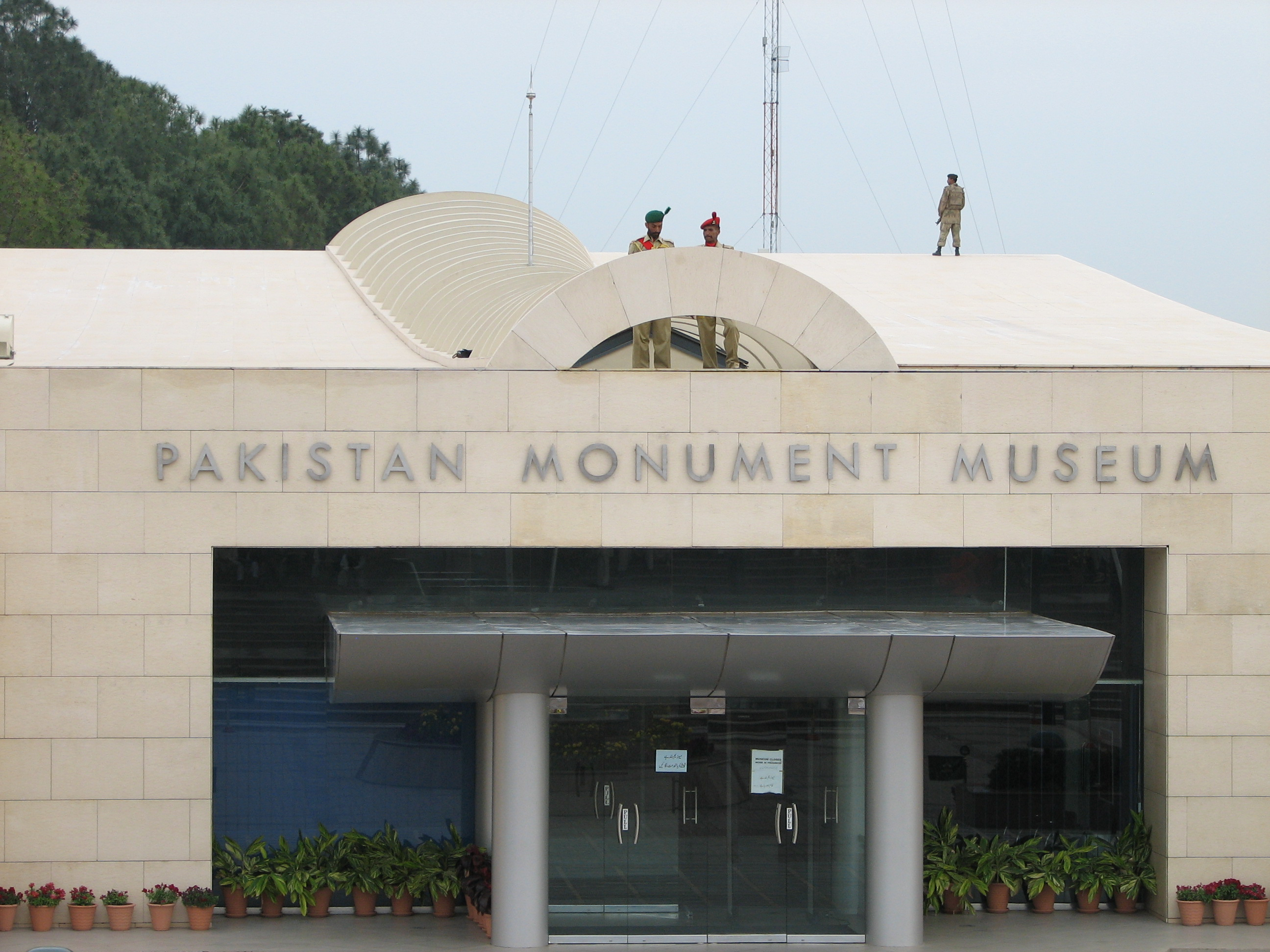
Pakistan Monument Museum
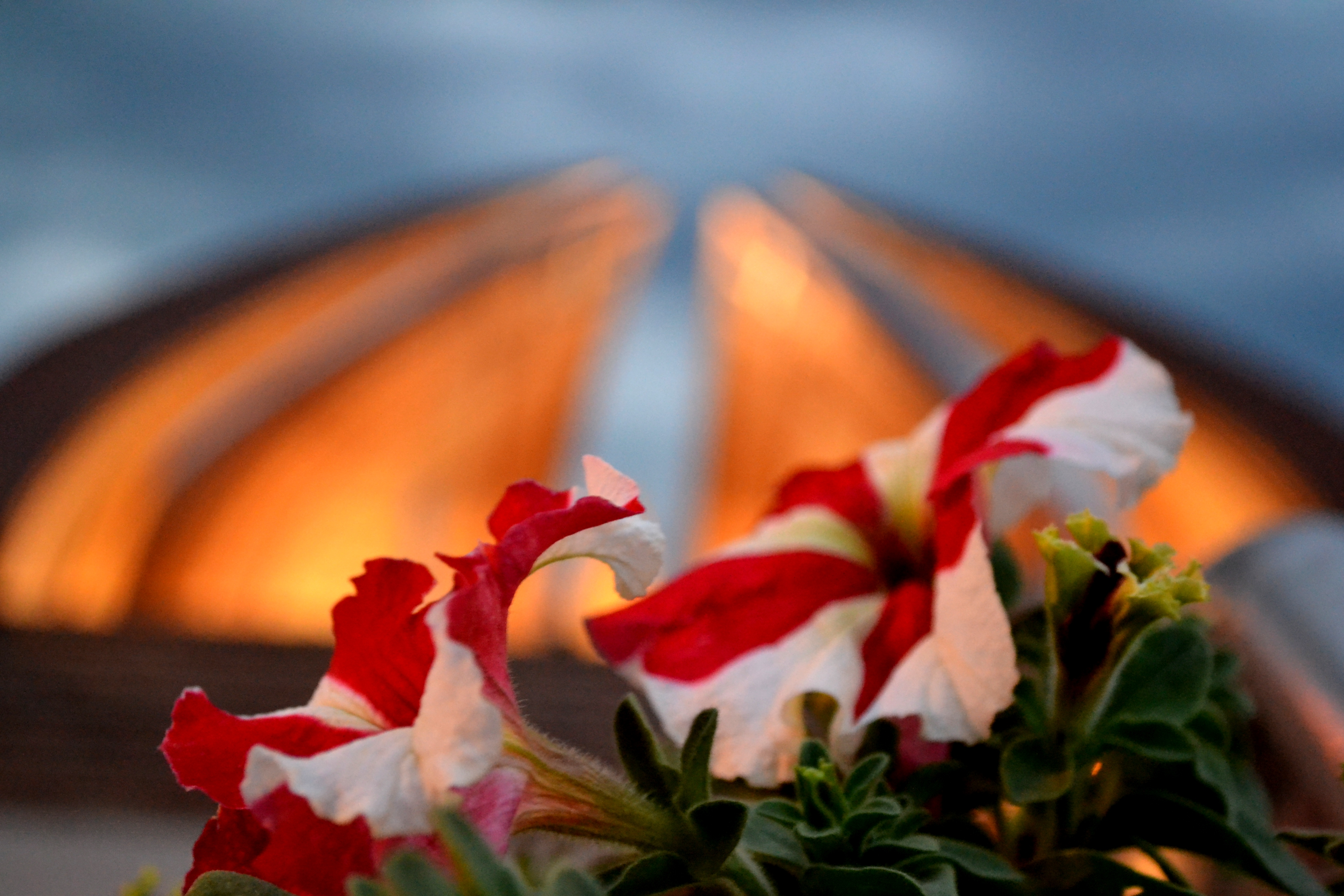
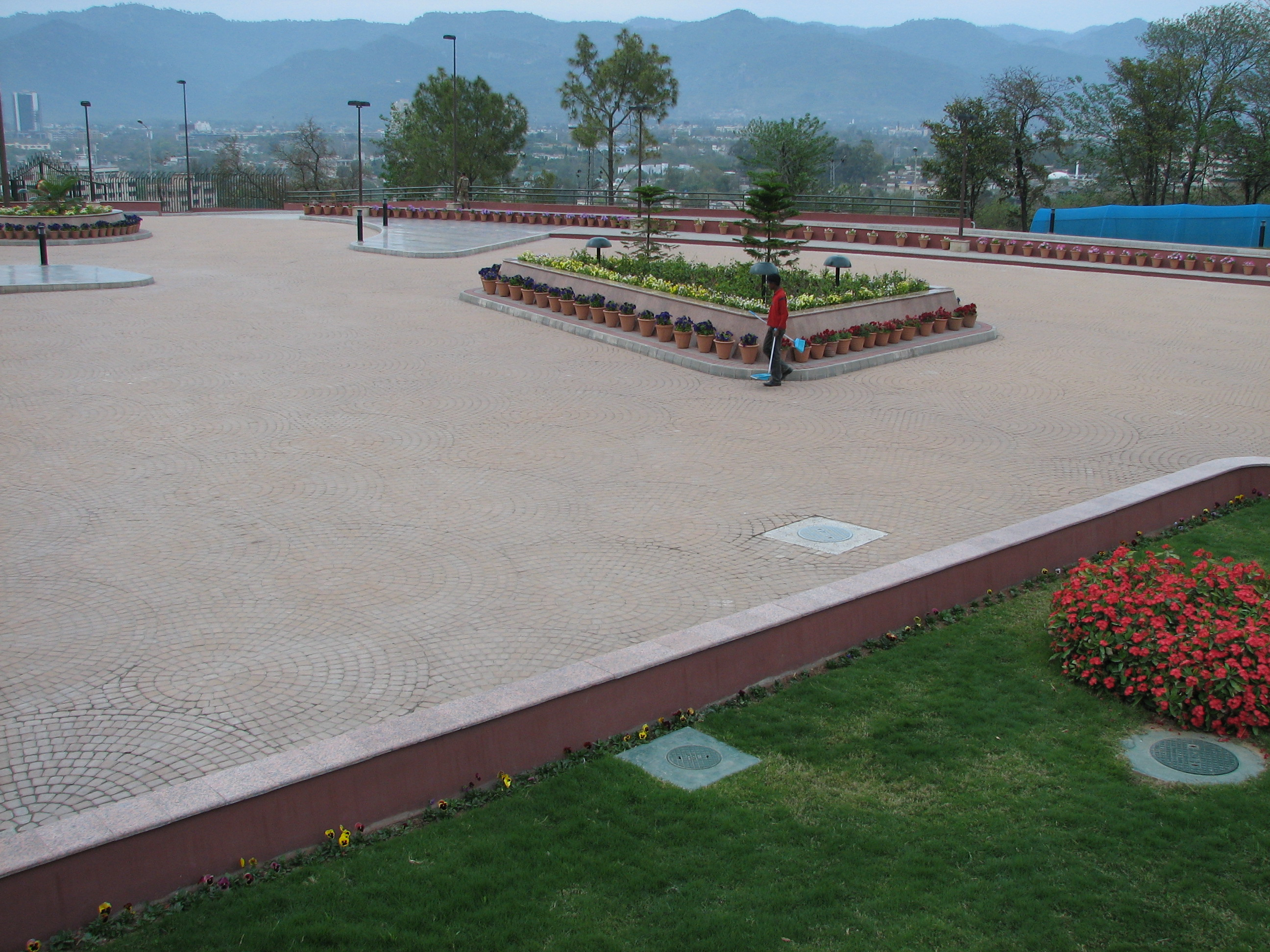
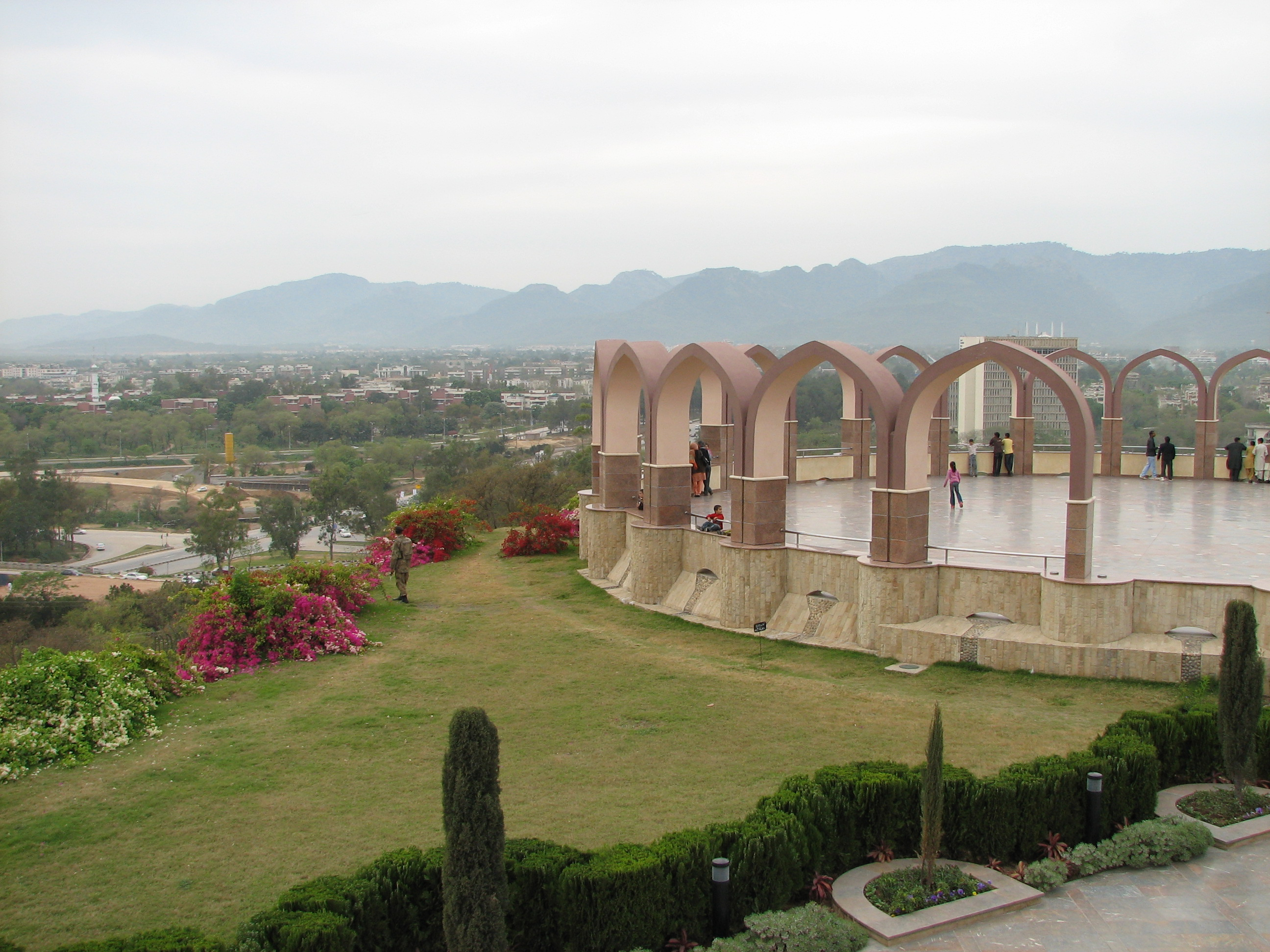
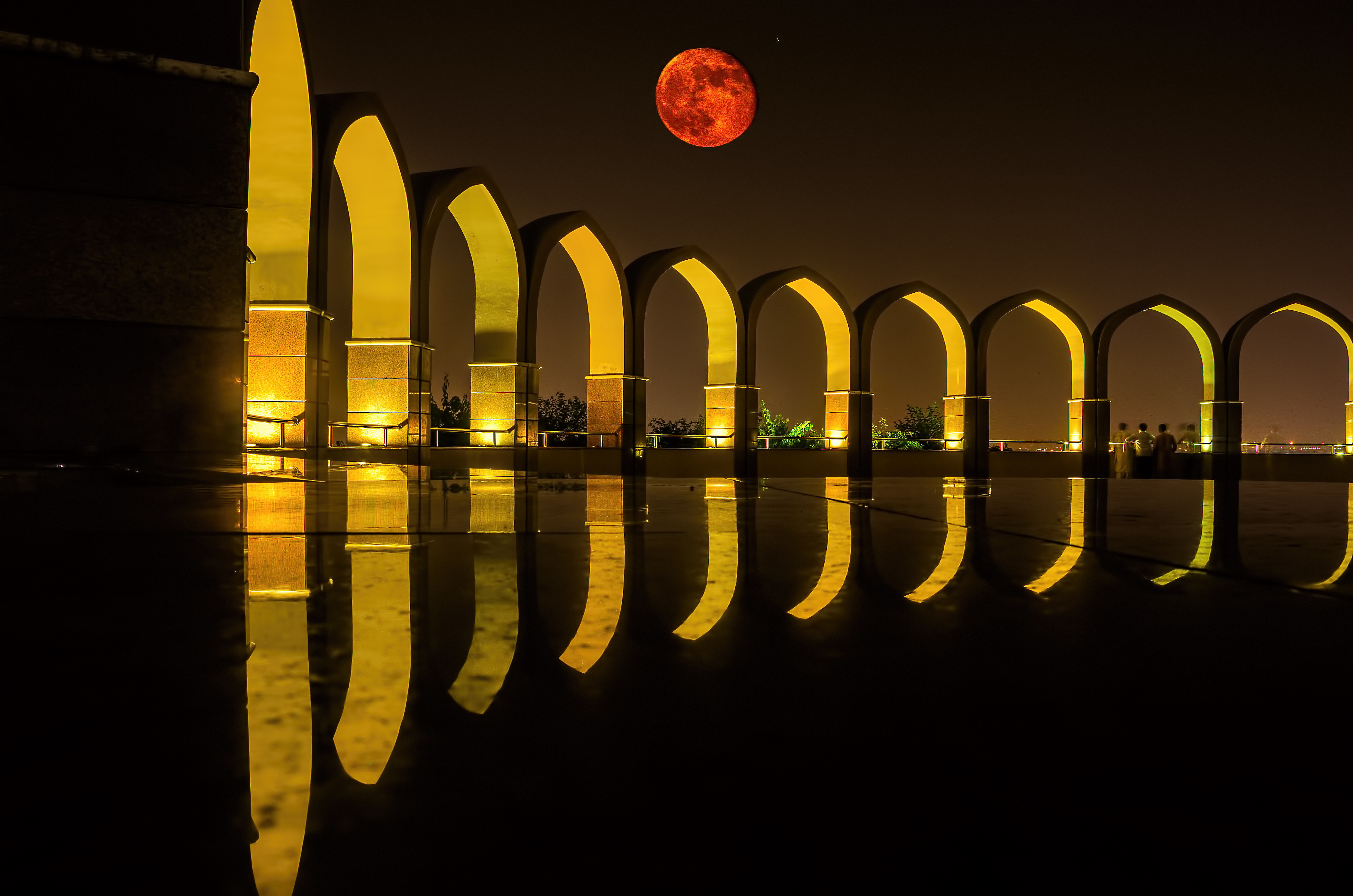
Moon over arches
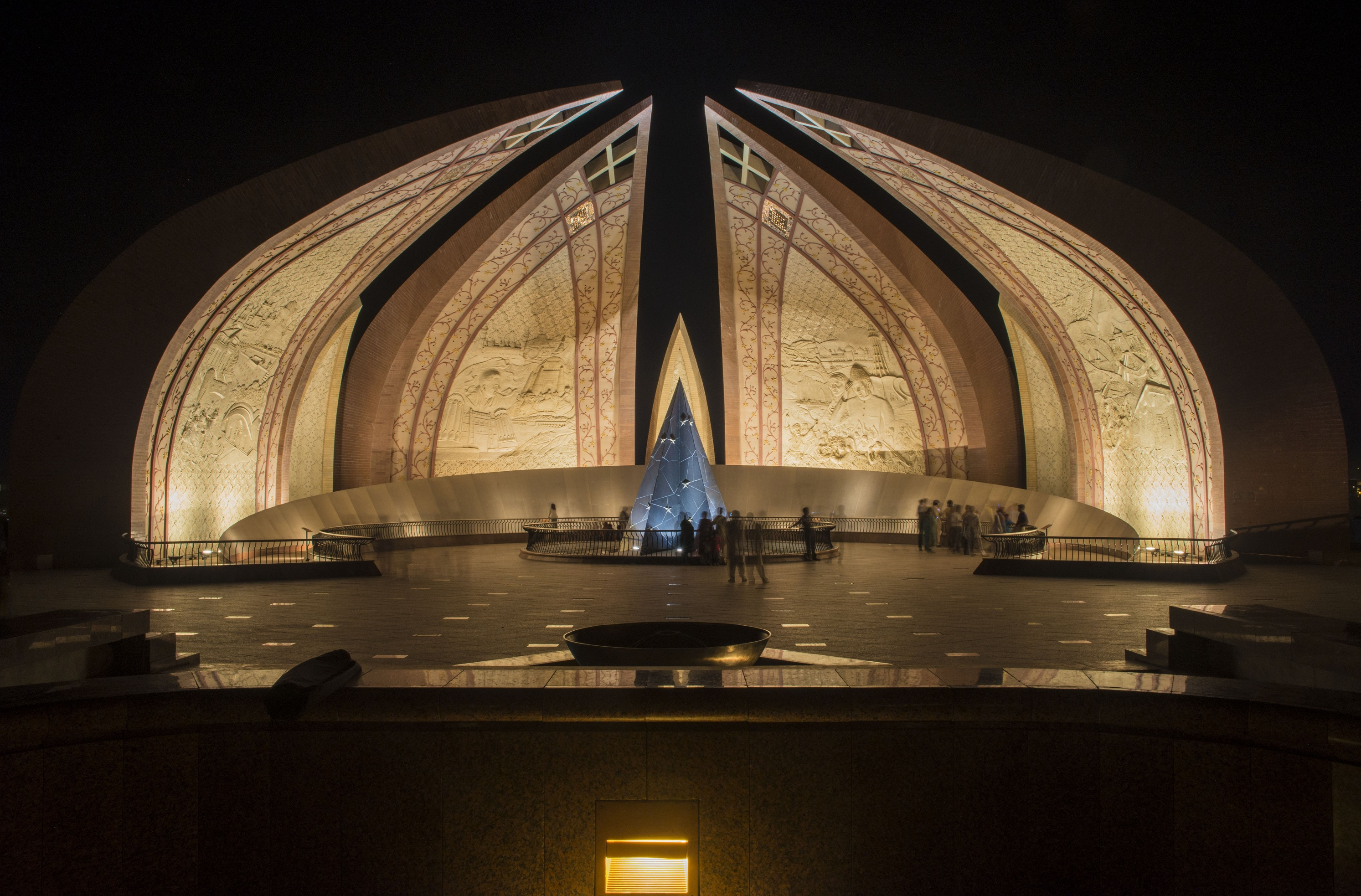
Pakistan Monument at Night
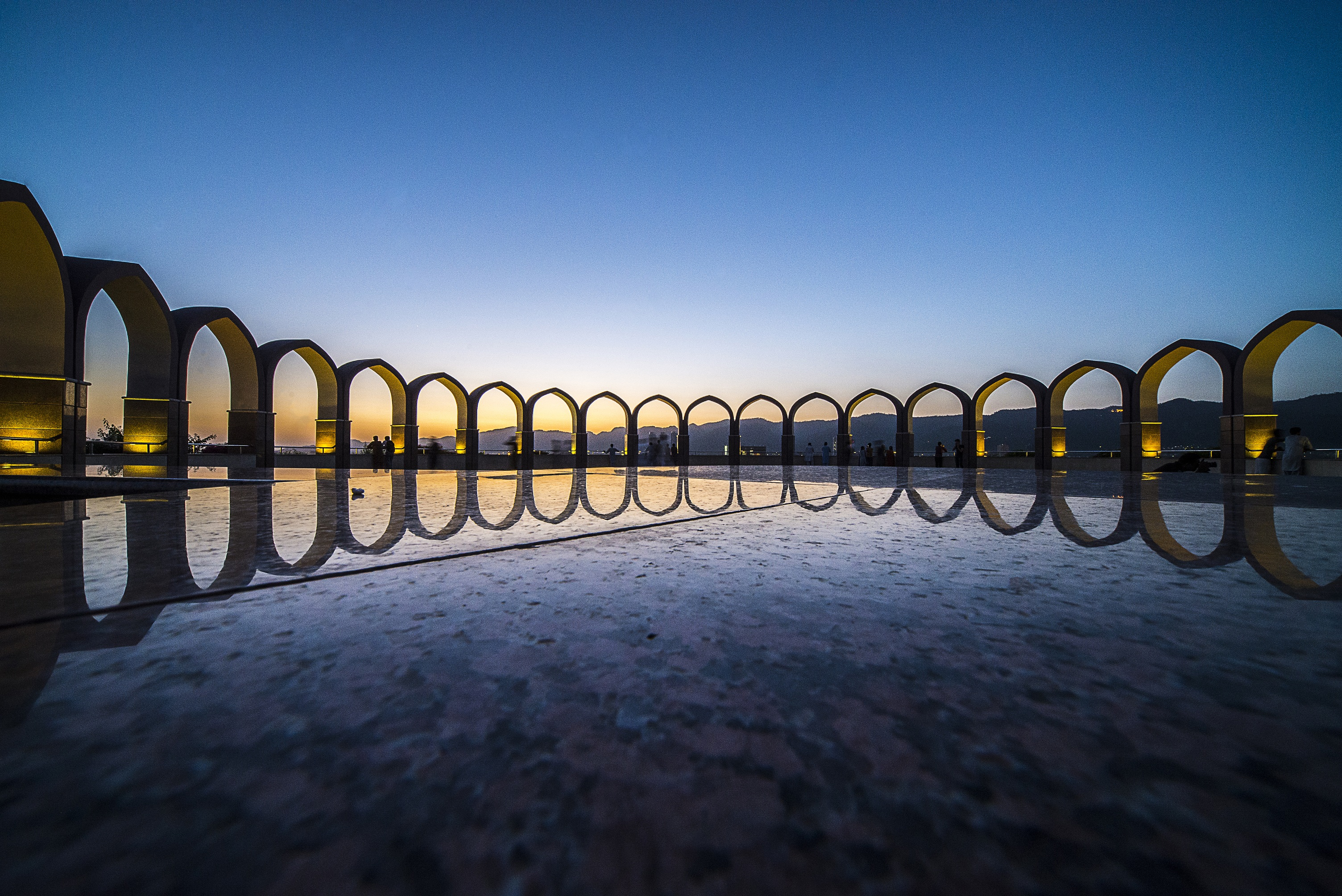
Monument Arches
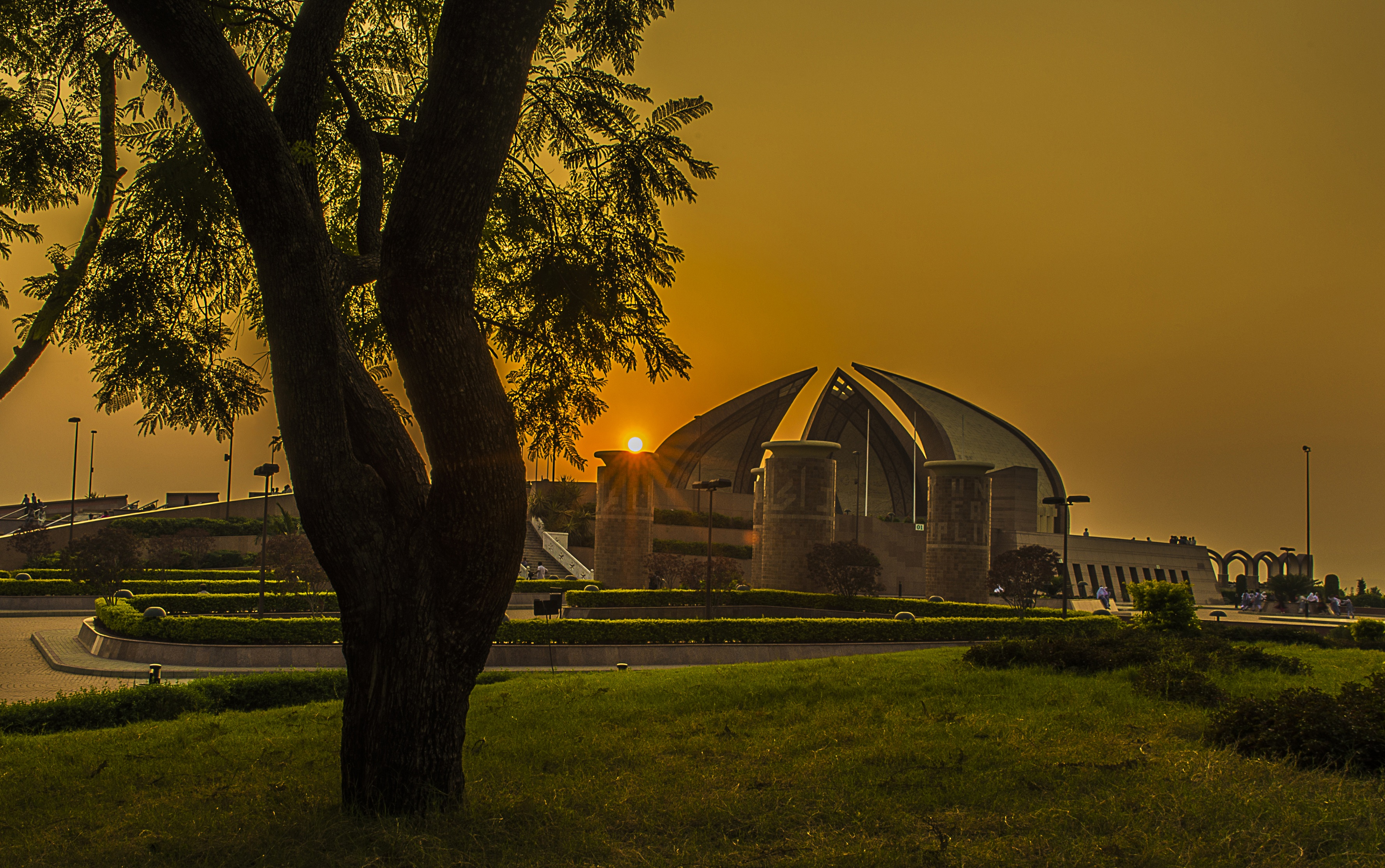
Sunset at Monument
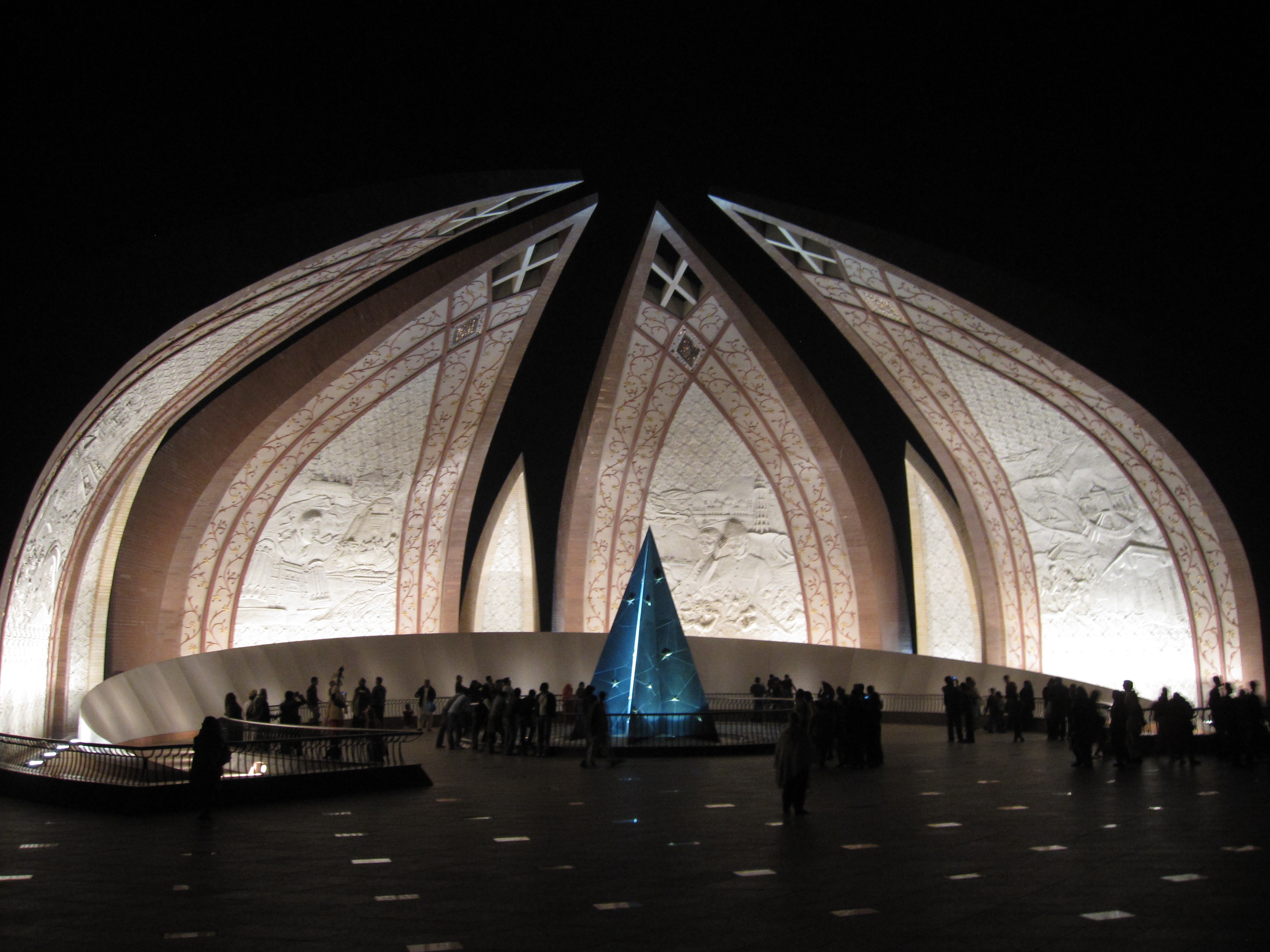
View of the monument at night